# Государственный капитализм
Госуда́рственный капитали́зм — политико-экономический термин, имеющий различные значения:
- Общественный строй, в котором государственный аппарат управления страной играет роль капиталистов.
- Вариант капитализма, при котором происходит сращивание государства и капитала, проявляется стремление власти взять под контроль крупный частный бизнес. Такое понимание связано с понятием этатизм[1].

В марксизме-ленинизме также выделялся государственно-монополистический капитализм — форма монополистического капитализма, для которой характерно соединение ресурсов капиталистических монополий с мощью государства.

## Термин до 1917 года
Хотя термин «государственный капитализм» наиболее распространился в XX веке, а термин появился в конце XIX века, сама идея появления государства, которое займёт место класса-эксплуататора, восходит ко временам Первого интернационала.
В «Анти-Дюринге» Энгельс описал возможность превращения государства в совокупного капиталиста, установив контроль над средствами производства, национализировав, но при этом сохраняя сам капиталистический способ производства:

«Какие бы формы ни принимало современное государство, оно остается механизмом чисто капиталистическим, государством капиталистов, идеальным совокупным капиталистом. Чем больше производительных сил захватит оно в свою собственность, тем полнее будет его превращение в совокупного капиталиста и тем большее число граждан будет оно эксплуатировать. Рабочие останутся наемными рабочими, пролетариями. Капиталистические отношения не устранятся, а ещё более обострятся. Но это обострение будет последним шагом их развития. Превращение производительных сил в государственную собственность не разрешает противоречий капитализма, но оно заключает в себе формальное средство, возможность их разрешения. Это разрешение может состоять лишь в фактическом признании общественной природы современных производительных сил...»
Критикуя марксизм, Бакунин утверждал, что на самом деле марксистское государство диктатуры пролетариата сохранит эксплуатацию, лишь заменив класс эксплуататоров: вместо капиталистов появится новое меньшинство, «новый класс»: либо государственная бюрократия, либо интеллигенция, «аристократия мнимых или подлинных учёных», черпающая своё могущество из своего культурного капитала и неравенства в сфере культуры и образования, так как управление государством, управляющим экономикой, может быть организовано только образованными людьми, что приведёт к «наиболее аристократичному, деспотичному, высокомерному» режиму, в котором эксплуатируемое большинство будет пребывать в невежестве; по Бакунину, для уничтожения эксплуатации необходимо, во-первых, уничтожение государства, что должно уничтожить капитализм само по себе, а во-вторых, культурная революция, которая станет ударом по самим образовательным системам и науке как таковой и культурным различиям, уничтожением самой буржуазной цивилизации.
В 1896 году термин «государственный капитализм» употребил социал-демократ Вильгельм Либкнехт по отношению к государственному социализму Бисмарка: «Государственный капитализм есть самая худшая форма капитализма, так как он сосредотачивает в одних руках экономическое и политическое могущество, и таким образом, может ещё острее, ещё интенсивнее, нежели частный капитализм, угнетать и эксплуатировать рабочих»; «Никто не боролся с государственным социализмом больше, чем мы, немецкие социалисты; никто отчётливее меня не показал, что государственный социализм на самом деле является государственным капитализмом».
В 1910-е годы термин употребил Николай Бухарин в работе «Мировое хозяйство и империализм», которую в рукописи прочитал Ленин, и, основываясь на ней, написал работу «Империализм, как высшая стадия капитализма»; опубликована работа Бухарина была только в 1918 году. По Бухарину, из-за возрастания роли государства в экономике система хозяйства всё больше планируется и регулируется государством, которое в итоге подчинит себе все сферы социальной жизни; по Бухарину, за счёт крайней этатизации всей общественной жизни госкапитализм идёт к разрешению социальных кризисов капитализма.

## Современный государственный капитализм
Государственный сектор экономики существует во всех странах. Об этом свидетельствует, в частности, величина ВВП, перераспределяемая и концентрируемая в руках государства. В конце 1980-х и начале 1990-х годов она стояла на уровне 33,9 % стоимости ВВП в Японии, 37,0 % — в США, 45,2 % — в Великобритании, 47,3 % — в ФРГ, 53,6 % — во Франции. В 1991 году, когда в СССР был ликвидирован Госплан, во Франции осуществлялся «XI план экономического и социального развития страны».
После кризиса 2008—2009 годов многие исследователи и аналитики отмечают возросшую роль крупных государственных корпораций в экономиках развитых стран. Заговорили о том, что «госкапитализм возвращается».
Правительства, а не частные акционеры, уже владеют крупнейшими мировыми нефтяными компаниями и контролируют 75 % общемировых запасов энергоносителей. 13 крупнейших нефтяных компаний мира (по оценке их запасов) находятся в собственности государств и управляются государствами. К ним относятся Saudi Aramco (Саудовская Аравия), National Iranian Oil Company (Иран), Petroleos de Venezuela (Венесуэла), Газпром и Роснефть (Россия), China National Petroleum Corporation (Китай), Petronas (Малайзия) и Petrobras (Бразилия).
В некоторых развивающихся странах многие крупные компании, которые остаются в частном владении, зависят от покровительства государства, которое выражается в форме кредитов, контрактов и субсидий. Государство видит в них средство для ведения конкурентной борьбы с чисто коммерческими иностранными соперниками, позволяя таким компаниям играть доминирующую роль во внутренней экономике и на экспортных рынках.
Задача финансирования этих компаний частично возложена на фонды национального благосостояния (ФНБ). Они представляют собой государственные инвестиционные фонды с портфелями, состоящими из иностранных валют, государственных облигаций, недвижимости, ценных металлов, а также долей в уставном капитале отечественных и иностранных фирм (иногда они являются и их основными собственниками). Самые крупные ФНБ находятся в эмирате Абу-Даби (ОАЭ), Саудовской Аравии и Китае.

### В России
Основную роль в российской экономике играют государственные компании (Газпром, Роснефть, Сбербанк, ВТБ, Ростелеком и другие).
В первое десятилетие XXI века в России усилилась роль государственного сектора экономики. Усилилась и тенденция к ужесточению государственного контроля над экономикой через укрупнение государственных хозяйственных структур, что негативно сказалось на прибыльности в частном бизнесе.
По оценке Федеральной антимонопольной службы, доля государства в экономике России составляла 70 % на 2016 год. Этой же оценки в 2014 году придерживался и Международный валютный фонд, но уже в 2016 году оценил участие государства в 33 %, поскольку изменил метод подсчёта.